# Union hypostatique

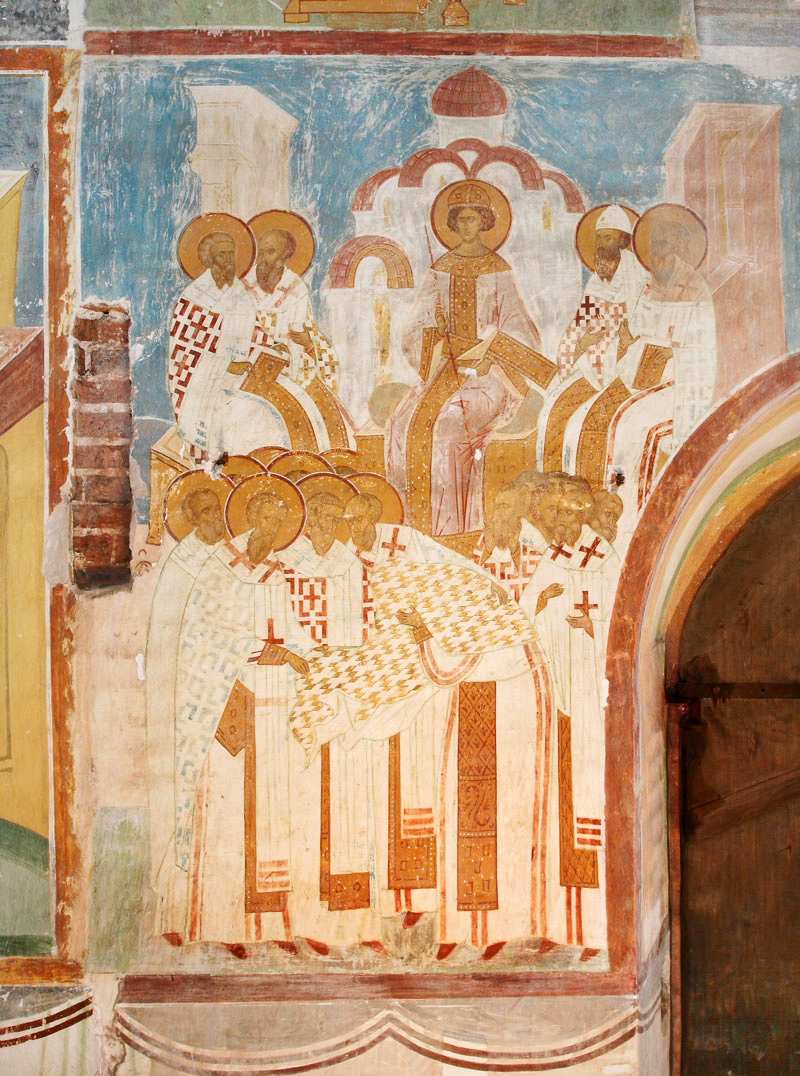
Le Concile d'Éphèse, fresque de Dionisius (1502), monastère de Ferapontov, Russie.

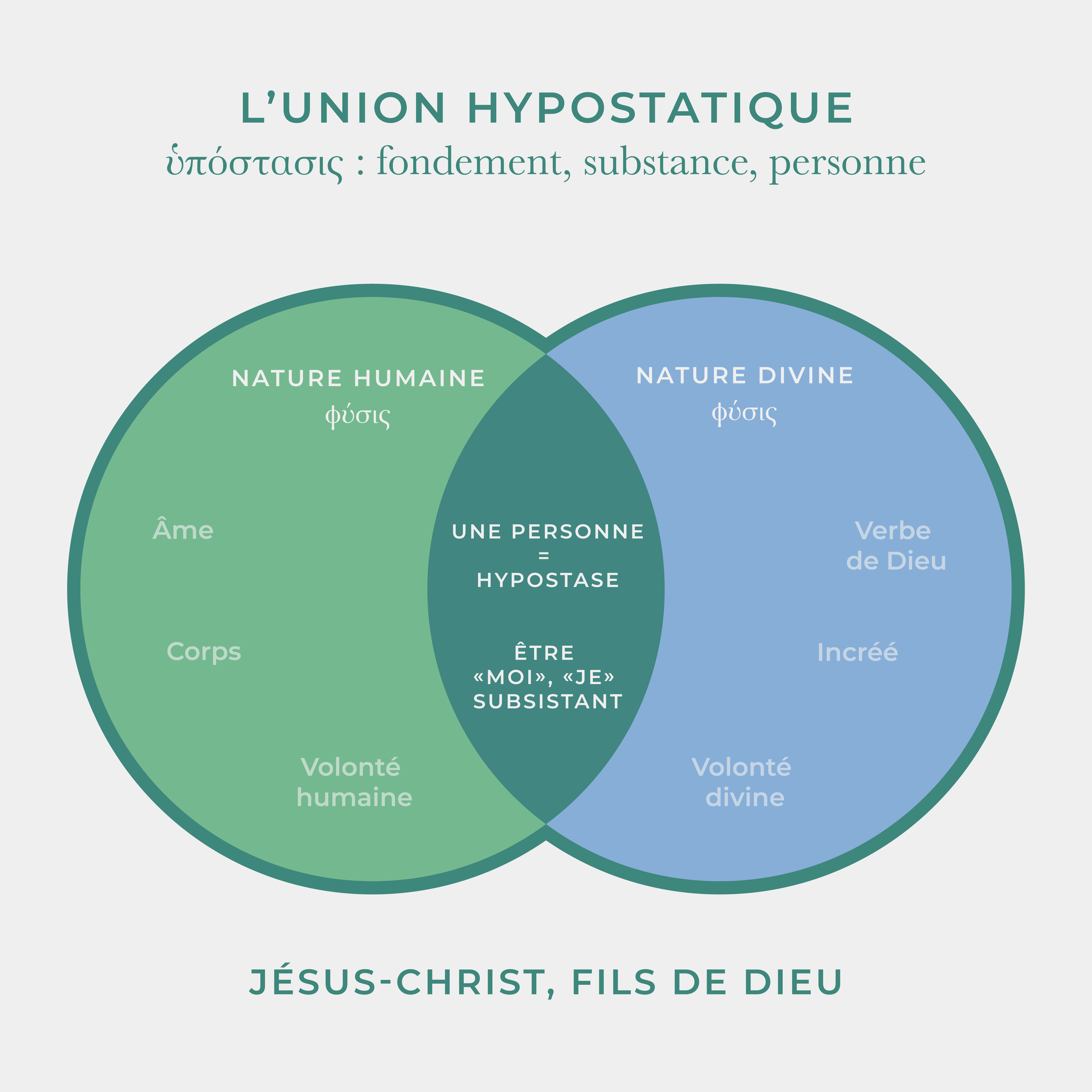
Proposition de schéma, l'union hypostatique d'après Saint Cyrille d'Alexandrie.

L'union hypostatique (en latin : unio personalis) est un concept de la théologie chrétienne qui désigne l'union des deux natures, divine et humaine, en la personne de Jésus-Christ. Il vient du mot grec ὑπόστασις (hupóstasis), qui signifie « hypostase », c'est-à-dire « fondement », « substance ».

## Définition
L'union hypostatique se situe au centre de la christologie et du dogme de la Trinité chrétienne. Elle est indissociable de la notion d'Incarnation et de sa conséquence : l'interaction entre les deux natures du Christ (la communicatio idiomatum) .
Le concile d'Éphèse (431) définit l'union hypostatique des deux natures, humaine et divine, du Christ. Cette union est fondée sur le mystère de l'Incarnation du Fils de Dieu ayant pris chair de la Vierge Marie, dans le sein de laquelle le Verbe éternel a assumé la nature humaine de manière ineffable et indicible. C'est en vertu de cette union hypostatique que la Vierge est appelée « Mère de Dieu » (Théotokos).
Puis, à partir du concile de Chalcédoine (451), la théologie emploie la notion d'« hypostase » dans le sens de « personne ».
Entre autres théologiens, Augustin d'Hippone traite de ce sujet, suivi par Thomas d'Aquin ou par des philosophes tels que Fichte, Hegel ou Kierkegaard.
Pour Xavier Tilliette, l'union hypostatique  « fait du Christ un homme divin, dont toutes les actions sont rapportées à la personne (d'où la communication des idiomes, la périchorèse) ».